# قرفعون

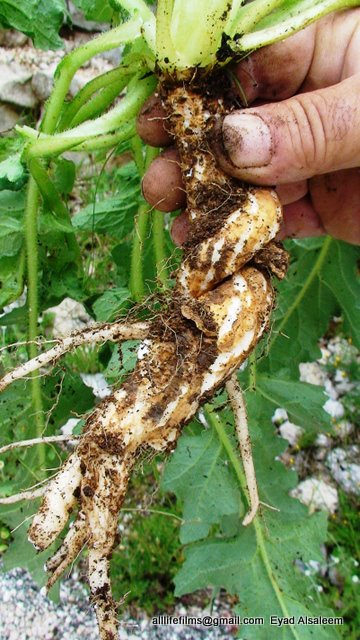
نبتة القرقعون

القَرفعون هو نبات يؤكل جذره وعرقه طازجًا. قد يشبه طعمه طعم قرمة الملفوف , ينتشر في مناطق الجبال الساحلية السورية. الصور في قرية عامودة، القدموس، بانياس.

## صور لنبتة القرقعون
| . | . |